# Nedostatek molybdenu u rostlin
Nedostatek molybdenu u rostlin je fyziologické poškození rostlin, způsobené nedostatkem příjmu molybdenu.
Mezi rostlinami se projevují velké druhové rozdíly jak v nárocích, tak i ve schopnosti příjmu molybdenu z půdy. Potřeba molybdenu u rostlin je obecně běžně velmi nízká. Nedostatkem molybdenu častěji trpí některé bobovité a brukvovité rostliny, zejména květák a růžičková kapusta (vyslepnutí květáku a vyslepnutí růžičkové kapusty).

## Metabolismus molybdenu v rostlině
Molybden je v rostlině snadno pohyblivý, do rostliny může vstoupit jak kořeny, tak pokožkou nadzemních částí. Hromadí se v podzemních částech rostlin a velké množství molybdenu se nachází v semenech. Rostliny přijímají molybden převážně jako aniont MoO 2−
4 . Molybden se v rostlině účastní procesů fixace dusíku, metabolismu fosforu, příjmu a využití železa a ovlivňuje působení enzymů.
Příjem molybdenu může být omezen vlivem iontů SO 2−
4 . Nedostatkem molybdenu trpí rostliny častěji na půdách kyselých spíše než na půdách zásaditých. Nízké pH půdy napomáhá vzniku těžce rozpustných sloučenin molybdenu. Příjem molybdenu podporují ionty fosforu.

## Působení
Molybden spolupůsobí při fixaci dusíku, metabolismu fosforu, absorpci a translokaci železa a dalších sloučenin kovů, ale i enzymů. Molybden napomáhá při fixaci elementárního dusíku hlízkovými bakteriemi v rhizosféře bobovitých rostlin. Při nedostatku molybdenu u bobovitých dochází k poruchám výživy dusíkem.

## Symptomy
Chloróza žilek listů a listových čepelí nebo na starých listech žloutenka, žlutozelené zbarvení. Je omezený růst listové čepele do šířky a objevují se drobné chlorotické skvrny, nekrotické tečky. Odumírání vegetačního vrcholu u květáku se projevuje vyslepnutí květáku - netvoří se květenství (růžice). U bobovitých se nedostatek molybdenu projevuje světlým zbarvením (nedostatek N). U růžičkové kapusty se projevuje lžícovitými listy.